# ماركو زانتي
ماركو زانتي (بالإيطالية: Marco Zanetti)‏ هو لاعب بلياردو ‏ إيطالي، ولد في 10 أبريل 1962 في بولسانو في إيطاليا.

## روابط خارجية
- ماركو زانتي على موقع الجمعية الدولية للألعاب العالمية (الإنجليزية)